# Mansfield, New York
Mansfield är en kommun (town) i Cattaraugus County i delstaten New York. Vid 2020 års folkräkning hade Mansfield 843 invånare.

## Kända personer från Mansfield
- Owen Vincent Coffin, politiker